# Lucho González (futbolista)

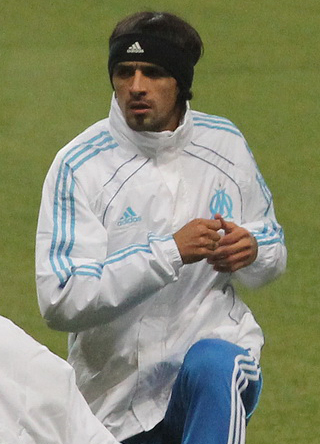
Lucho entrenando en el Olympique de Marsella.

Luis Óscar González (Buenos Aires, 19 de enero de 1981), más conocido como Lucho González, es un exfutbolista y entrenador argentino que jugaba de mediocampista. Actualmente es asistente técnico de Francesco Farioli en el Fútbol Club Oporto de la Primeira Liga de Portugal.
Se formó en las divisiones inferiores del Club Atlético Huracán, donde jugó durante 2 años en el primer equipo, para luego ser transferido a River Plate. Su carrera en Europa empezó en Portugal, en 2005, defendiendo la camiseta del Porto. En 2009 fue fichado por el Olympique de Marsella, por un monto de 18 millones de euros, convirtiéndose en el jugador más caro de la historia del club hasta esa fecha.
Ha sido internacional con la Selección Argentina en 47 ocasiones. Debutó en 2003 en un partido amistoso frente a Honduras. Ganó la Medalla de oro en los Juegos Olímpicos de Atenas 2004, representando a su país también en la Copa del Mundo 2006 y en dos torneos de la Copa América.
En el 2018 se consagró campeón con Atlético Paranaense de la Copa Sudamericana y se convirtió en el segundo jugador argentino más laureado en la historia del fútbol profesional con 29 títulos, igualando la marca de Carlos Tévez, y quedando por debajo de Lionel Messi (37). En River ganó dos torneos locales más la Libertadores y la Suruga Bank en 2015, 10 campeonatos con el Porto, 6 con el Olympique de Marsella, Preolímpico y Juegos Olímpicos 2004 con la Selección, dos con el Paranaense (uno local y la Sudamericana 2018), uno con Huracán (ascenso) y uno con el Al-Rayyan de Catar (ascenso).
El día 8 de diciembre del 2017 fue acusado por su exesposa de intento de homicidio. Tuvo una perimetral de 500 metros que le impidió acercarse a ella y le prohibió el contacto, además de tener suspendidas las visitas a sus hijos por 90 días y la obligación de pagar el dinero para los alimentos. Lucho González negó estas acusaciones.

## Trayectoria

### Como jugador

#### Huracán
Se formó en el Club Atlético Huracán, club con el que debutó el 29 de abril de 1999 cuando el equipo ya estaba prácticamente descendido a la Primera B Nacional a causa de los malos manejos políticos y administrativos. Para la siguiente temporada, con el regreso de Carlos Babington a la dirección técnica del equipo y con un plantel experimentado, en un año logró ascender a la Primera División de Argentina tras haberse proclamado campeón del Campeonato de Primera B Nacional 1999-00. El talento de Lucho fue decisivo para lograr el ascenso a la máxima categoría.

#### River Plate
En 2002 fue fichado por River Plate. Con este equipo se proclamó campeón del Torneo Clausura 2003 (marcó 4 goles en 17 encuentros), y del Torneo Clausura 2004, (anotó 2 goles en 14 partidos).
Uno de los goles más importantes de su carrera en el conjunto millonario fue el que le marcó a Boca Juniors en la Copa Libertadores 2004, con el exterior de su pie derecho, aunque el club perdiera ante su clásico rival y pasara a la final.
Fue dirigido por el ingeniero Manuel Pellegrini llegando a la final de la Copa Sudamericana 2003 aquí compartió el medio campo con Javier Mascherano, Marcelo Gallardo y Andrés D'Alessandro.

#### FC Porto
En 2005 llegó a Europa fichado por el Porto, ampliando su contrato en 2006 hasta 2011. Con los "dragones" ganó 3 ligas de Portugal de manera consecutiva (2005-06, 2006-07 y 2007-08) y también una Copa de Portugal en 2005-06. Llegó a ser el capitán y referente del equipo.
En julio de 2007 el Porto rechazó una oferta del Valencia C. F. de 18 millones de euros. Pero en julio de 2009, Lucho González fue traspasado al Olympique de Marsella, por la cantidad de 18 millones de euros, siendo ésta la transferencia más alta en la historia del club francés hasta esa fecha.

#### Olympique de Marsella

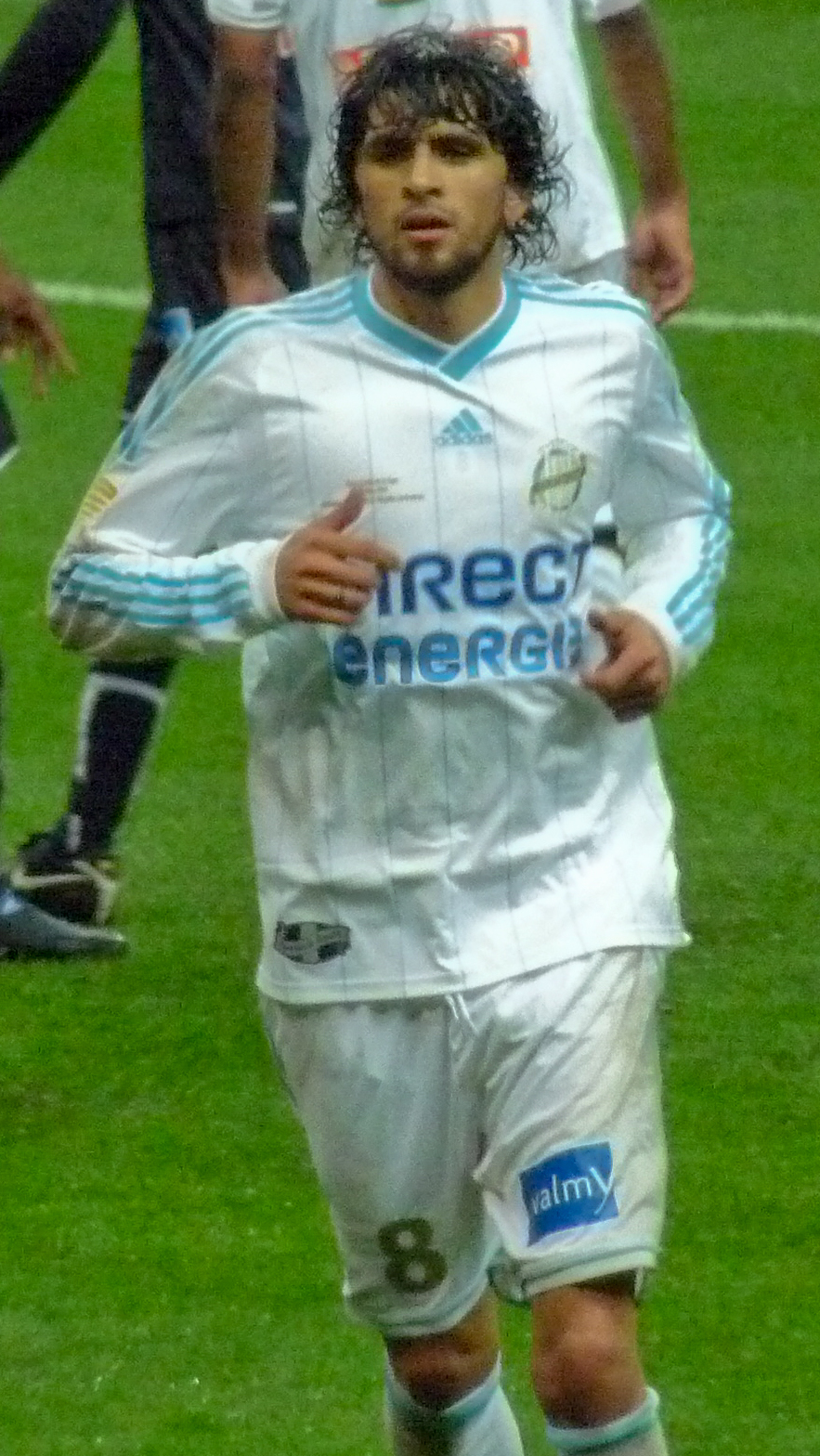
Lucho en el Olympique de Marsella.

En su primera temporada el conjunto marsellés consiguió el título de liga después de 18 años, en una temporada en donde también logró la Copa de la Liga de Francia, venciendo en la final al Girondins.
Fue el primer jugador argentino, junto con Gabriel Heinze, en ser campeón de Francia con el conjunto marsellés. En su última temporada en el club francés, obtuvo la Copa de la Liga, en donde participó en dos de los cuatro partidos del equipo.

#### FC Porto
En enero del 2012 volvió a Portugal fichando nuevamente por el Porto ya que el Marsella debía alivianar las cargas salariales en su plantilla. Además, el futbolista ya había manifestado sus ganas de ser transferido después de haber sufrido un robo en su casa en Francia.
Ya de regreso en el conjunto portugués, volvió a ser campeón de liga tras el triunfo 2-0 sobre el Marítimo, que les dio el título 26 de su historia. Fue la quinta liga lusa que obtuvo el argentino con los colores del Porto.
El 11 de agosto de 2012 alzó otro trofeo en el fútbol portugués. En esta ocasión, y tras el 1-0 sobre el Académica de Coimbra, el Porto obtuvo la Supercopa de Portugal 2012.
El 19 de septiembre se había enterado, pocas horas antes de un partido de la UEFA Champions League, de que su padre había fallecido. Pidió que lo pusieran de titular para marcar un gol y dedicárselo a su padre, y lo consiguió.
El domingo 19 de mayo marcó de penal en el triunfo 2-0 sobre el Paços de Ferreira para darle al Porto un nuevo título de Superliga, un punto por encima del Benfica. En total ganó 10 certámenes con el Porto.

#### Al-Rayyan
El 27 de enero de 2014 ficha por el Al-Rayyan Sports Club, en su primer partido convirtió el gol del empate 1-1 frente a Al-Gharafa. Obtuvo la copa de la segunda división de Catar 2014-15.
Deja el club al finalizar su primera temporada con tan solo disputados 14 partidos y 1228 minutos en total.

#### River Plate
El 24 de junio de 2015 se confirmó su vuelta al River Plate, en el que firmó por 2 años. El primer gol que anotó al volver al club millonario fue contra Estudiantes de La Plata, en un partido correspondiente a la vigésima primera jornada del campeonato argentino. "Lucho", de 35 años nunca pudo afirmarse como titular, en parte, por una racha de continuas lesiones. Participó en 32 partidos (13 como titular) y marcó apenas dos goles, el más importante fue en un partido amistoso contra Boca Juniors ganando 1-0 en el Estadio Mario Alberto Kempes
El 5 de agosto del 2015 se consagra campeón de la Copa Libertadores por primera vez en su carrera y obtiene también luego la Copa Suruga Bank.

#### Atlético Paranaense
A mediados del 2016 llega al Atlético Paranaense siendo dirigido por Paulo Autuori clasificando así a la Copa Conmebol Libertadores 2017. Con este club ganó la Copa Sudamericana 2018 siendo titular absoluto, llegando así a su certamen número 26.
El 27 de mayo de 2021 se retiró del fútbol profesional a la edad de 40 años.

### Como entrenador
En enero de 2022, se anunció su regreso a Athletico Paranaense como ayudante técnico de Alberto Valentim.Luego del despido de Valentim, fue anunciado como nuevo entrenador interino;sin embargo, 24 horas después renunció al cargo.
El 24 de agosto de 2022, fue nombrado entrenador de Ceará, después de obtener la licencia B de la CBF y completar el curso de liderazgo de la AFA PRO.Tras una mala racha de ocho partidos sin ganar, dejó su cargo el 28 de octubre después de haber dirigido tan solo diez encuentros.
Luego de un paso como asistente técnico de Eduardo Coudet en el Internacional,asumió al frente del Athletico Paranaense en septiembre de 2024 con el objetivo de permanecer en la máxima categoría.Sin embargo, después de que se consumara el descenso a la Serie B, fue relevado de sus funciones el 10 de diciembre.

## Selección nacional
Ha sido internacional con la selección de fútbol de Argentina en 47 ocasiones. Su debut se produjo el 31 de enero de 2003 en el partido Honduras 1-Argentina 3, en el que marcó 2 goles.
Con su selección consiguió la Medalla de oro en los Juegos Olímpicos de Atenas 2004, marcando un gol en las semifinales frente a Italia y los subcampeonatos en la Copa América 2004, en Perú, y en la Copa América 2007, en Venezuela.
En 2006 estuvo presente en la Copa Mundial de Fútbol en la que Argentina llegó a los cuartos de final, donde fue eliminada por el local, Alemania, en los tiros desde el punto penal.

### Participaciones en Juegos Olímpicos
| Olimpiadas                      | Sede   | Resultado      | Partidos | Part. titular | Goles |
| ------------------------------- | ------ | -------------- | -------- | ------------- | ----- |
| Juegos Olímpicos de Atenas 2004 | Grecia | Medalla de Oro | 6        | 6             | 1     |

### Participaciones en Copas América
| Copa              | Sede      | Resultado  | Partidos | Part. titular | Goles |
| ----------------- | --------- | ---------- | -------- | ------------- | ----- |
| Copa América 2004 | Perú      | Subcampeón | 6        | 6             | 2     |
| Copa América 2007 | Venezuela | Subcampeón | 3        | 1             | 0     |

### Participaciones en Copas del Mundo
| Mundial                        | Sede     | Resultado        | Partidos | Part. titular | Goles |
| ------------------------------ | -------- | ---------------- | -------- | ------------- | ----- |
| Copa Mundial de Fútbol de 2006 | Alemania | Cuartos de final | 3        | 2             | 0     |

### Goles con la selección nacional
| Argentina Absoluta |                      |                                                     |                 |                   |                 |                                            |
| #                  | Fecha                | Lugar                                               | Rival           | Resultado parcial | Resultado final | Competición                                |
| 1.                 | 31 de enero de 2003  | Estadio Olímpico Metropolitano, Honduras            | Honduras        | 1-2               | 1-3             | Amistoso                                   |
| 2.                 | 8 de febrero de 2003 | Miami Orange Bowl, Estados Unidos                   | Estados Unidos  | 0-1               | 0-1             | Amistoso                                   |
| 3.                 | 7 de julio de 2004   | Estadio Elías Aguirre, Perú                         | Ecuador         | 6-1               | 6-1             | Copa América 2004                          |
| 4.                 | 20 de julio de 2004  | Estadio Nacional del Perú, Perú                     | Colombia        | 2-0               | 3-0             | Copa América 2004                          |
| 5.                 | 9 de octubre de 2004 | Antonio Vespucio Liberti, Argentina                 | Uruguay         | 1-0               | 4-2             | Clasificación Mundial 2006                 |
| 6.                 | 1 de abril de 2009   | Estadio Hernando Siles, Bolivia                     | Bolivia         | 1-1               | 1-6             | Clasificación Mundial 2010                 |
| Argentina Sub-23   |                      |                                                     |                 |                   |                 |                                            |
| #                  | Fecha                | Lugar                                               | Rival           | Resultado parcial | Resultado final | Competición                                |
| 1.                 | 24 de agosto de 2004 | Estadio Georgios Karaiskakis, Atenas, Grecia        | Italia Sub-23   | 2–0               | 3–0             | Juegos Olímpicos de Atenas 2004            |
| 2.                 | 10 de enero de 2004  | Estadio Francisco Sánchez Rumoroso, Coquimbo, Chile | Bolivia Sub-23  | 2–1               | 2–1             | Preolímpico Sudamericano Sub-23 Chile 2004 |
| 3.                 | 14 de enero de 2004  | Estadio La Portada, La Serena, Chile                | Ecuador Sub-23  | 1–1               | 5–2             | Preolímpico Sudamericano Sub-23 Chile 2004 |
| 4.                 | 16 de enero de 2004  | Estadio La Portada, La Serena, Chile                | Colombia Sub-23 | 2–1               | 4–2             | Preolímpico Sudamericano Sub-23 Chile 2004 |

## Estadísticas

### Clubes
- Actualizado hasta el último partido el 8 de marzo de 2020

| Club | Div.                | Temporada           | Liga(1) | Liga(1) | Liga(1) | Campeonatos regionales(1) | Campeonatos regionales(1) | Campeonatos regionales(1) | Copas Nacionales(2) | Copas Nacionales(2) | Copas Nacionales(2) | Torneos Internacionales(3) | Torneos Internacionales(3) | Torneos Internacionales(3) | Total | Total | Total  | Media goleadora(4) |
| Club | Div.                | Temporada           | Part.   | Goles   | Asist.  | Part.                     | Goles                     | Asist.                    | Part.               | Goles               | Asist.              | Part.                      | Goles                      | Asist.                     | Part. | Goles | Asist. | Media goleadora(4) |
| --- | ------------------- | ------------------- | ------- | ------- | ------- | ------------------------- | ------------------------- | ------------------------- | ------------------- | ------------------- | ------------------- | -------------------------- | -------------------------- | -------------------------- | ----- | ----- | ------ | ------------------ |
| C. A. Huracán Argentina | 1.ª                 | 1999                | 7       | 0       | 0       | —                         | —                         | —                         | —                   | —                   | —                   | —                          | —                          | —                          | 7     | 0     | 0      | 0,00               |
| C. A. Huracán Argentina | 2.ª                 | 1999-00             | 33      | 5       | 5       | —                         | —                         | —                         | —                   | —                   | —                   | —                          | —                          | —                          | 33    | 5     | 5      | 0,15               |
| C. A. Huracán Argentina | 1.ª                 | 2000-01             | 34      | 3       | 2       | —                         | —                         | —                         | —                   | —                   | —                   | —                          | —                          | —                          | 34    | 3     | 2      | 0,09               |
| C. A. Huracán Argentina | 1.ª                 | 2001-02             | 36      | 4       | 7       | —                         | —                         | —                         | —                   | —                   | —                   | —                          | —                          | —                          | 36    | 4     | 7      | 0,11               |
| C. A. Huracán Argentina | Total club          | Total club          | 110     | 12      | 14      | 0                         | 0                         | 0                         | 0                   | 0                   | 0                   | 0                          | 0                          | 0                          | 110   | 12    | 14     | 0,11               |
| C. A. River Plate Argentina | 1.ª                 | 2002-03             | 32      | 8       | 8       | —                         | —                         | —                         | —                   | —                   | —                   | 10                         | 1                          | 1                          | 42    | 9     | 9      | 0,21               |
| C. A. River Plate Argentina | 1.ª                 | 2003-04             | 24      | 2       | 1       | —                         | —                         | —                         | —                   | —                   | —                   | 17                         | 3                          | 2                          | 41    | 5     | 3      | 0,12               |
| C. A. River Plate Argentina | 1.ª                 | 2004-05             | 26      | 8       | 5       | —                         | —                         | —                         | —                   | —                   | —                   | 11                         | 1                          | 1                          | 37    | 9     | 6      | 0,24               |
| C. A. River Plate Argentina | Total 1.ª etapa     | Total 1.ª etapa     | 82      | 18      | 14      | 0                         | 0                         | 0                         | 0                   | 0                   | 0                   | 38                         | 5                          | 4                          | 120   | 23    | 18     | 0.19               |
| F. C. Porto Portugal | 1.ª                 | 2005-06             | 30      | 10      | 1       | —                         | —                         | —                         | 4                   | 1                   | 2                   | 6                          | 1                          | 0                          | 40    | 12    | 2      | 0,30               |
| F. C. Porto Portugal | 1.ª                 | 2006-07             | 30      | 9       | 1       | —                         | —                         | —                         | 0                   | 0                   | 0                   | 8                          | 3                          | 1                          | 38    | 12    | 2      | 0,31               |
| F. C. Porto Portugal | 1.ª                 | 2007-08             | 28      | 4       | 14      | —                         | —                         | —                         | 5                   | 2                   | 1                   | 7                          | 3                          | 2                          | 37    | 9     | 17     | 0,18               |
| F. C. Porto Portugal | 1.ª                 | 2008-09             | 23      | 9       | 4       | —                         | —                         | —                         | 5                   | 1                   | 0                   | 9                          | 2                          | 0                          | 37    | 12    | 4      | 0,32               |
| F. C. Porto Portugal | Total 1.ª etapa     | Total 1.ª etapa     | 111     | 32      | 20      | 0                         | 0                         | 0                         | 14                  | 4                   | 3                   | 30                         | 9                          | 3                          | 155   | 45    | 26     | 0.29               |
| Olympique de Marsella Francia | 1.ª                 | 2009-10             | 32      | 5       | 12      | —                         | —                         | —                         | 4                   | 1                   | 2                   | 8                          | 2                          | 2                          | 44    | 8     | 16     | 0,18               |
| Olympique de Marsella Francia | 1.ª                 | 2010-11             | 36      | 8       | 5       | —                         | —                         | —                         | 6                   | 0                   | 1                   | 8                          | 2                          | 1                          | 50    | 10    | 7      | 0,20               |
| Olympique de Marsella Francia | 1.ª                 | 2011-12             | 19      | 2       | 0       | —                         | —                         | —                         | 5                   | 0                   | 2                   | 6                          | 1                          | 0                          | 30    | 3     | 2      | 0,10               |
| Olympique de Marsella Francia | Total club          | Total club          | 87      | 15      | 15      | 0                         | 0                         | 0                         | 15                  | 1                   | 5                   | 22                         | 5                          | 3                          | 124   | 21    | 25     | 0,16               |
| F. C. Porto Portugal | 1.ª                 | 2012                | 12      | 1       | 2       | —                         | —                         | —                         | 2                   | 2                   | 0                   | 2                          | 0                          | 0                          | 16    | 3     | 2      | 0,19               |
| F. C. Porto Portugal | 1.ª                 | 2012-13             | 29      | 6       | 5       | —                         | —                         | —                         | 7                   | 2                   | 0                   | 8                          | 2                          | 2                          | 44    | 10    | 7      | 0,22               |
| F. C. Porto Portugal | 1.ª                 | 2013-14             | 16      | 1       | 1       | —                         | —                         | —                         | 4                   | 1                   | 3                   | 6                          | 2                          | 0                          | 26    | 4     | 4      | 0,15               |
| F. C. Porto Portugal | Total 2.ª etapa     | Total 2.ª etapa     | 57      | 8       | 8       | 0                         | 0                         | 0                         | 13                  | 5                   | 3                   | 16                         | 4                          | 2                          | 86    | 17    | 13     | 0.2                |
| F. C. Porto Portugal | Total club          | Total club          | 168     | 40      | 28      | 0                         | 0                         | 0                         | 27                  | 9                   | 6                   | 46                         | 13                         | 5                          | 241   | 62    | 39     | 0,28               |
| Al-Rayyan S. C. Catar | 1.ª                 | 2014                | 10      | 1       | 0       | —                         | —                         | —                         | —                   | —                   | —                   | 4                          | 1                          | 1                          | 14    | 2     | 1      | 0,14               |
| Al-Rayyan S. C. Catar | 2.ª                 | 2014-15             | 16      | 7       | 3       | —                         | —                         | —                         | 4                   | 0                   | 2                   | 7                          | 0                          | 1                          | 27    | 7     | 6      | 0,26               |
| Al-Rayyan S. C. Catar | Total club          | Total club          | 26      | 8       | 3       | 0                         | 0                         | 0                         | 4                   | 0                   | 2                   | 11                         | 1                          | 2                          | 41    | 9     | 7      | 0,22               |
| C. A. River Plate Argentina | 1.ª                 |                     |         |         |         |                           |                           |                           |                     |                     |                     |                            |                            |                            |       |       |        |                    |
| C. A. River Plate Argentina | 1.ª                 | 2015                | 9       | 1       | 0       | —                         | —                         | —                         | —                   | —                   | —                   | 11                         | 0                          | 1                          | 20    | 1     | 1      | 0,05               |
| C. A. River Plate Argentina | 1.ª                 | 2016                | 9       | 0       | 0       | —                         | —                         | —                         | —                   | —                   | —                   | 3                          | 1                          | 0                          | 12    | 1     | 0      | 0,08               |
| C. A. River Plate Argentina | Total 2.ª etapa     | Total 2.ª etapa     | 18      | 1       | 0       | 0                         | 0                         | 0                         | 0                   | 0                   | 0                   | 14                         | 1                          | 1                          | 32    | 2     | 1      | 0.06               |
| C. A. River Plate Argentina | Total club          | Total club          | 100     | 19      | 30      | 0                         | 0                         | 0                         | 0                   | 0                   | 0                   | 52                         | 6                          | 16                         | 152   | 25    | 46     | 0,20               |
| C. A. Paranaense · Brasil | 1.ª                 | 2016                | 12      | 0       | 1       | —                         | —                         | —                         | —                   | —                   | —                   | —                          | —                          | —                          | 12    | 0     | 1      | 0,00               |
| C. A. Paranaense · Brasil | 1.ª                 | 2017                | 26      | 2       | 1       | 5                         | 0                         | 0                         | 3                   | 1                   | 0                   | 12                         | 3                          | 1                          | 46    | 6     | 2      | 0,14               |
| C. A. Paranaense · Brasil | 1.ª                 | 2018                | 27      | 1       | 3       | —                         | —                         | —                         | 6                   | 0                   | 0                   | 12                         | 0                          | 0                          | 45    | 1     | 3      | 0,02               |
| C. A. Paranaense · Brasil | 1.ª                 | 2019                | 17      | 1       | 0       | —                         | —                         | —                         | 7                   | 0                   | 0                   | 7                          | 0                          | 1                          | 31    | 1     | 1      | 0,03               |
| C. A. Paranaense · Brasil | 1.ª                 | 2020                | 12      | 0       | 0       | 4                         | 0                         | 0                         | 2                   | 0                   | 0                   | 6                          | 2                          | 0                          | 24    | 2     | 0      | 0,08               |
| C. A. Paranaense · Brasil | 1.ª                 | 2021                | —       | —       | —       | —                         | —                         | —                         | —                   | —                   | —                   | 2                          | 0                          | 0                          | 2     | 0     | 0      | 0,00               |
| C. A. Paranaense · Brasil | Total club          | Total club          | 94      | 4       | 5       | 9                         | 0                         | 0                         | 18                  | 1                   | 0                   | 39                         | 5                          | 2                          | 160   | 10    | 7      | 0,06               |
| Total en su carrera | Total en su carrera | Total en su carrera | 580     | 97      | 95      | 9                         | 0                         | 0                         | 64                  | 11                  | 13                  | 170                        | 28                         | 28                         | 849   | 136   | 136    | 0,16               |
| (1) Incluye partidos de liga estatal en Brasil. (2) Las copas nacionales se refiere a la Supercopa de Portugal, Copa de la Liga de Portugal, Copa de Portugal, Supercopa de Francia, Copa de la Liga de Francia, Copa do Brasil, Copa de Francia de Fútbol y Copa del Emir de Catar. (3) Las copas internacionales se refiere a la Copa Libertadores, Copa Sudamericana, Europa League, Liga de Campeones de la UEFA, AFC Champions League y Copa Suruga Bank. (4) No incluye datos de partidos amistosos ni categorías inferiores. |                     |                     |         |         |         |                           |                           |                           |                     |                     |                     |                            |                            |                            |       |       |        |                    |

### Selección
| Selección            | Año                  | Amistosos | Amistosos | Amistosos | Eliminatorias | Eliminatorias | Eliminatorias | Copa América | Copa América | Copa América | Juegos Olímpicos | Juegos Olímpicos | Juegos Olímpicos | Mundial | Mundial | Mundial | Total | Total | Total |
| Selección            | Año                  | PJ        | G         | A         | PJ            | G             | A             | PJ           | G            | A            | PJ               | G                | A                | PJ      | G       | A       | PJ    | G     | A     |
| -------------------- | -------------------- | --------- | --------- | --------- | ------------- | ------------- | ------------- | ------------ | ------------ | ------------ | ---------------- | ---------------- | ---------------- | ------- | ------- | ------- | ----- | ----- | ----- |
| Sub-23 Argentina     | 2004                 | 0         | 0         | 0         | -             | -             | -             | -            | -            | -            | 6                | 1                | 1                | -       | -       | -       | 6     | 1     | 1     |
| Sub-23 Argentina     | Total                | 0         | 0         | 0         | -             | -             | -             | -            | -            | -            | 6                | 1                | 1                | -       | -       | -       | 6     | 1     | 1     |
| Absoluta Argentina   | 2003                 | 5         | 2         | 0         | 1             | 0             | 0             | -            | -            | -            | -                | -                | -                | -       | -       | -       | 6     | 2     | 0     |
| Absoluta Argentina   | 2004                 | 0         | 0         | 0         | 6             | 1             | 1             | 6            | 2            | 1            | -                | -                | -                | -       | -       | -       | 12    | 3     | 2     |
| Absoluta Argentina   | 2005                 | 3         | 0         | 0         | 5             | 0             | 1             | -            | -            | -            | -                | -                | -                | -       | -       | -       | 8     | 0     | 1     |
| Absoluta Argentina   | 2006                 | 3         | 0         | 0         | -             | -             | -             | -            | -            | -            | -                | -                | -                | 3       | 0       | 0       | 6     | 0     | 0     |
| Absoluta Argentina   | 2007                 | 4         | 0         | 0         | -             | -             | -             | 3            | 0            | 0            | -                | -                | -                | -       | -       | -       | 7     | 0     | 0     |
| Absoluta Argentina   | 2008                 | 3         | 0         | 0         | -             | -             | -             | -            | -            | -            | -                | -                | -                | -       | -       | -       | 3     | 0     | 0     |
| Absoluta Argentina   | 2009                 | 0         | 0         | 0         | 1             | 1             | 0             | -            | -            | -            | -                | -                | -                | -       | -       | -       | 1     | 1     | 0     |
| Absoluta Argentina   | 2011                 | 2         | 0         | 0         | -             | -             | -             | -            | -            | -            | -                | -                | -                | -       | -       | -       | 2     | 0     | 0     |
| Absoluta Argentina   | Total                | 20        | 2         | 0         | 13            | 2             | 2             | 9            | 2            | 1            | -                | -                | -                | 3       | 0       | 0       | 45    | 6     | 3     |
| Total en selecciones | Total en selecciones | 20        | 2         | 0         | 13            | 2             | 2             | 9            | 2            | 1            | 6                | 1                | 1                | 3       | 0       | 0       | 51    | 7     | 4     |

### Resumen estadístico
| Competición                | Partidos | Goles | Promedio | Asistencias | Promedio |
| -------------------------- | -------- | ----- | -------- | ----------- | -------- |
| Liga                       | 579      | 97    | 0,17     | 93          | 0,16     |
| Copas nacionales           | 70       | 11    | 0,16     | 12          | 0,17     |
| Copas internacionales      | 168      | 28    | 0,17     | 28          | 0,17     |
| Selección argentina        | 45       | 6     | 0,13     | 3           | 0,06     |
| Selección argentina sub-23 | 6        | 4     | 0,16     | 1           | 0,16     |
| TOTAL                      | 899      | 146   | 0,15     | 137         | 0,19     |

### Como entrenador
| Equipo                    | Div.                  | Torneo                 | Estadísticas | Estadísticas | Estadísticas | Estadísticas | Estadísticas | Estadísticas | Estadísticas | Estadísticas |
| Equipo                    | Div.                  | Torneo                 | PJ           | G            | E            | P            | GF           | GC           | DG           | Ef.%         |
| ------------------------- | --------------------- | ---------------------- | ------------ | ------------ | ------------ | ------------ | ------------ | ------------ | ------------ | ------------ |
| Ceará · Brasil            | 1.ª                   | Serie A 2022           | 11           | 1            | 5            | 5            | 7            | 12           | -5           | 24,24%       |
| Ceará · Brasil            | Total                 | Total                  | 11           | 1            | 5            | 5            | 7            | 12           | -5           | 24,24%       |
| C. A. Paranaense · Brasil | 1.ª                   | Serie A 2024           | 11           | 2            | 2            | 7            | 12           | 16           | -4           | 24,24%       |
| C. A. Paranaense · Brasil | 1.ª                   | Copa Sudamericana 2024 | 1            | 0            | 0            | 1            | 1            | 4            | -3           | 0%           |
| C. A. Paranaense · Brasil | Total                 | Total                  | 12           | 2            | 2            | 8            | 13           | 20           | -7           | 22%          |
| Total como entrenador     | Total como entrenador | Total como entrenador  | 23           | 3            | 7            | 13           | 20           | 32           | -12          | 23,19%       |

## Palmarés

### Campeonatos regionales
| Título                | Club                 | Sede   | Año  |
| --------------------- | -------------------- | ------ | ---- |
| Campeonato Paranaense | Athletico Paranaense | Paraná | 2018 |
| Campeonato Paranaense | Athletico Paranaense | Paraná | 2019 |
| Campeonato Paranaense | Athletico Paranaense | Paraná | 2020 |

### Campeonatos nacionales
| Título                | Club                  | País      | Año    |
| --------------------- | --------------------- | --------- | ------ |
| Primera B Nacional    | C. A. Huracán         | Argentina | 2000   |
| Primera División      | C. A. River Plate     | Argentina | C-2003 |
| Primera División      | C. A. River Plate     | Argentina | C-2004 |
| Primeira Liga         | F. C. Porto           | Portugal  | 2006   |
| Copa de Portugal      | F. C. Porto           | Portugal  | 2006   |
| Supercopa de Portugal | F. C. Porto           | Portugal  | 2006   |
| Primeira Liga         | F. C. Porto           | Portugal  | 2007   |
| Primeira Liga         | F. C. Porto           | Portugal  | 2008   |
| Primeira Liga         | F. C. Porto           | Portugal  | 2009   |
| Copa de Portugal      | F. C. Porto           | Portugal  | 2009   |
| Ligue 1               | Olympique de Marsella | Francia   | 2010   |
| Copa de la Liga       | Olympique de Marsella | Francia   | 2010   |
| Supercopa de Francia  | Olympique de Marsella | Túnez     | 2010   |
| Copa de la Liga       | Olympique de Marsella | Francia   | 2011   |
| Supercopa de Francia  | Olympique de Marsella | Marruecos | 2011   |
| Copa de la Liga       | Olympique de Marsella | Francia   | 2012   |
| Primeira Liga         | F. C. Porto           | Portugal  | 2012   |
| Supercopa de Portugal | F. C. Porto           | Portugal  | 2012   |
| Primeira Liga         | F. C. Porto           | Portugal  | 2013   |
| Supercopa de Portugal | F. C. Porto           | Portugal  | 2013   |
| Segunda División      | Al-Rayyan S. C.       | Catar     | 2015   |
| Copa de Brasil        | Athletico Paranaense  | Brasil    | 2019   |

### Campeonatos internacionales
| Título                     | Club                 | Sede         | Año  |
| -------------------------- | -------------------- | ------------ | ---- |
| Torneo Preolímpico         | Selección argentina  | La Serena    | 2004 |
| Juegos Olímpicos           | Selección argentina  | Atenas       | 2004 |
| Copa Libertadores          | C. A. River Plate    | Buenos Aires | 2015 |
| Copa Suruga Bank           | C. A. River Plate    | Osaka        | 2015 |
| Copa Sudamericana          | Athletico Paranaense | Curitiba     | 2018 |
| Copa J.League-Sudamericana | Athletico Paranaense | Hiratsuka    | 2019 |
| Copa Sudamericana          | Athletico Paranaense | Montevideo   | 2021 |